# Морський маяк в Гелі
Морськи́й мая́к в Ге́лі (пол. Latarnia Morska Hel) — маяк на польському узбережжі Балтійського моря, розташований в місті Гель (Пуцького повіту, поморського воєводства), на кінці Гельської коси.
Маяк розташований між морським маяком в Ястарні і морським маяком в Гданську-Порт Північний.

## Технічні дані
- Розташування: 54°36'06" Пн.ш. 18°48'56" Сх.д
- висота вежі: 41,50 м (з радаром)
- Висота світла: 40,80 м Висота над рівнем моря (38,8 м над рівнем моря, згідно німецького перепису Маяків 1944 р.)[1], від 2013.03.01 висота світла 39 м[2]
- номінальний обсяг спалаху: 17 морських миль (31,5 км)
- Сектор видимості світла: 151°-102°
- Характеристика світла: ізофазне (змінне)
  - Блиск: 5,0 с
  - Перерва: 5,0 с
  - Тривалість: 10,0 с
- Потужність лампи: 1000 Вт
- Двопозиційний перемикач світла
- Циліндрична лінза Френеля

Вежа має форму восьмигранного стовпа, матеріал виконання — червона цегла.
З 2003 року на вершині розміщено берегову РЛС, (висота антени 42,5 м над рівнем моря.) системи VTS Zatoka Gdańska, а також систему автоматичного розпізнавання кораблів.

## Історія морського маяка в Гелі
Перший маяк на Гельській косі побудовано в ще 1826 року, офіційне відкриття відбулось 1 серпня 1827 року.
Вежа маяка була в розрізі округлою, а її висота становила 42 метри. Джерелом світла була ріпакова олія, а в випадку негоди кожні чотири хвилини вистрілювали з гармати. 1910 року під час такого вистрілу вибухнув запас пороху внаслідок чого наглядач маяка Май загинув. 5 років до того 1905 року, на вежі було збудовано щоглу для прапорцевої сигналізації.
1924 року встановлено олійну аргандову лампу з чотирма лінзами, 1929 року маяк покрили штукатуркою і помалювали в біло-червоні лінії, а в 1938 році олійну лампу замінили електричною потужністю 3000 Вт. Під час воєнних дій сили Берегової Оборони в Польській кампанії 19 вересня 1939 року підірвали маяк з метою ускладнити прицілювання німецькій артилерії. 1942-го в період німецької окупації маяк відбудували.
Новий маяк 1942-го побудовано 10 метрів на південний схід від фундаменту свого попередника 1826—1939 років. До ремонту, який відбувся в 2001 році на місці фундаменту старого маяка розбили квітник який відображав своєю формою фундамент старого маяка. під час ремонту було вирішено усунути квітник, а на його місці прокласти доріжку. До сьогодні не збереглось позначень, які б вказували місце розташування маяка 1826 року будівництва.
1 липня 1928 року маяк в Гелі відвідав маршал Польщі Юзеф Пілсудський, в честь цієї події товариство «Друзі Гелі» (пол. Przyjaciele Helu). прикрасили стіну маяка пам'ятною дошкою, котру було встановлено 1 липня 1999 року.

## Галерея

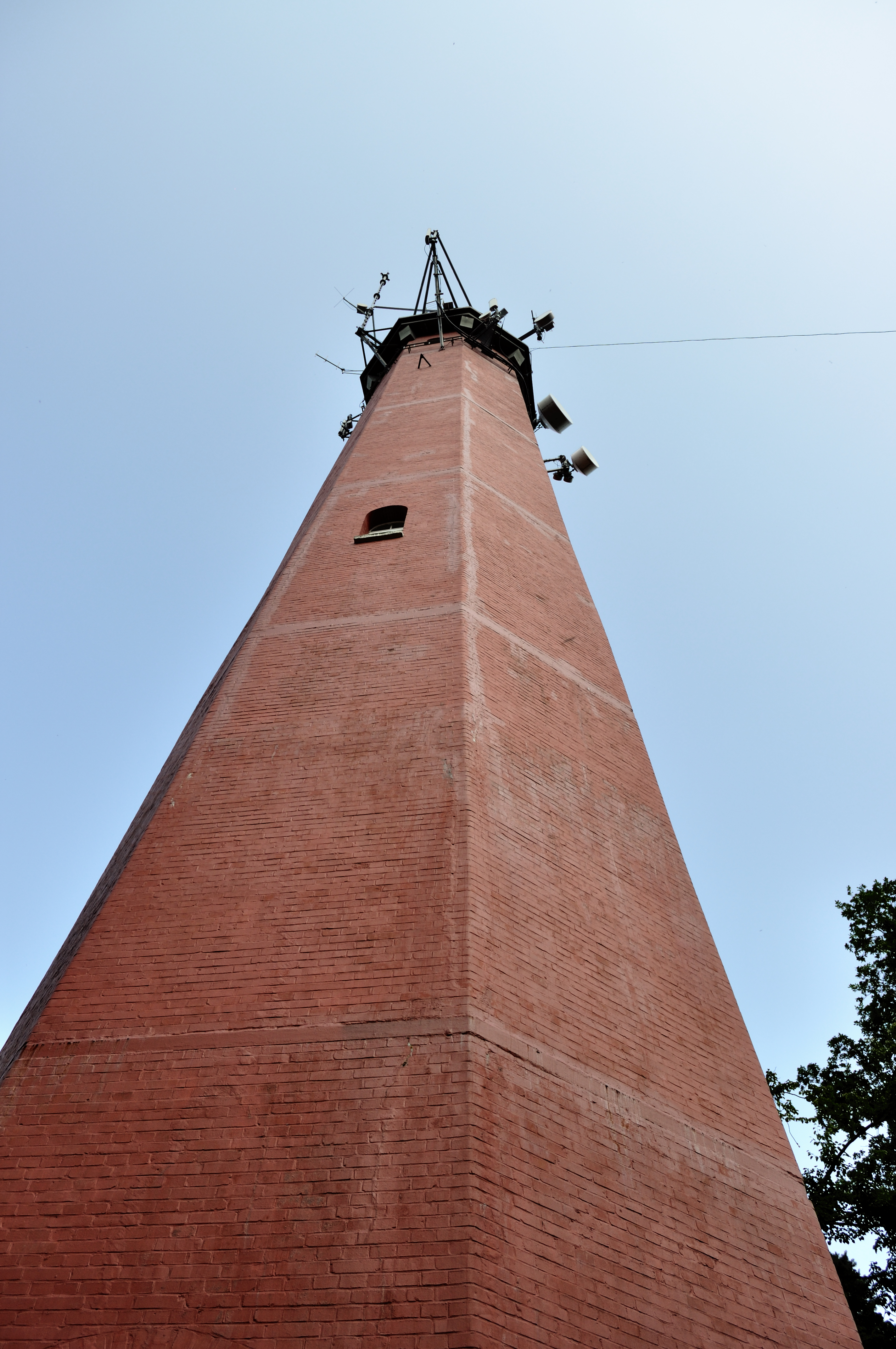
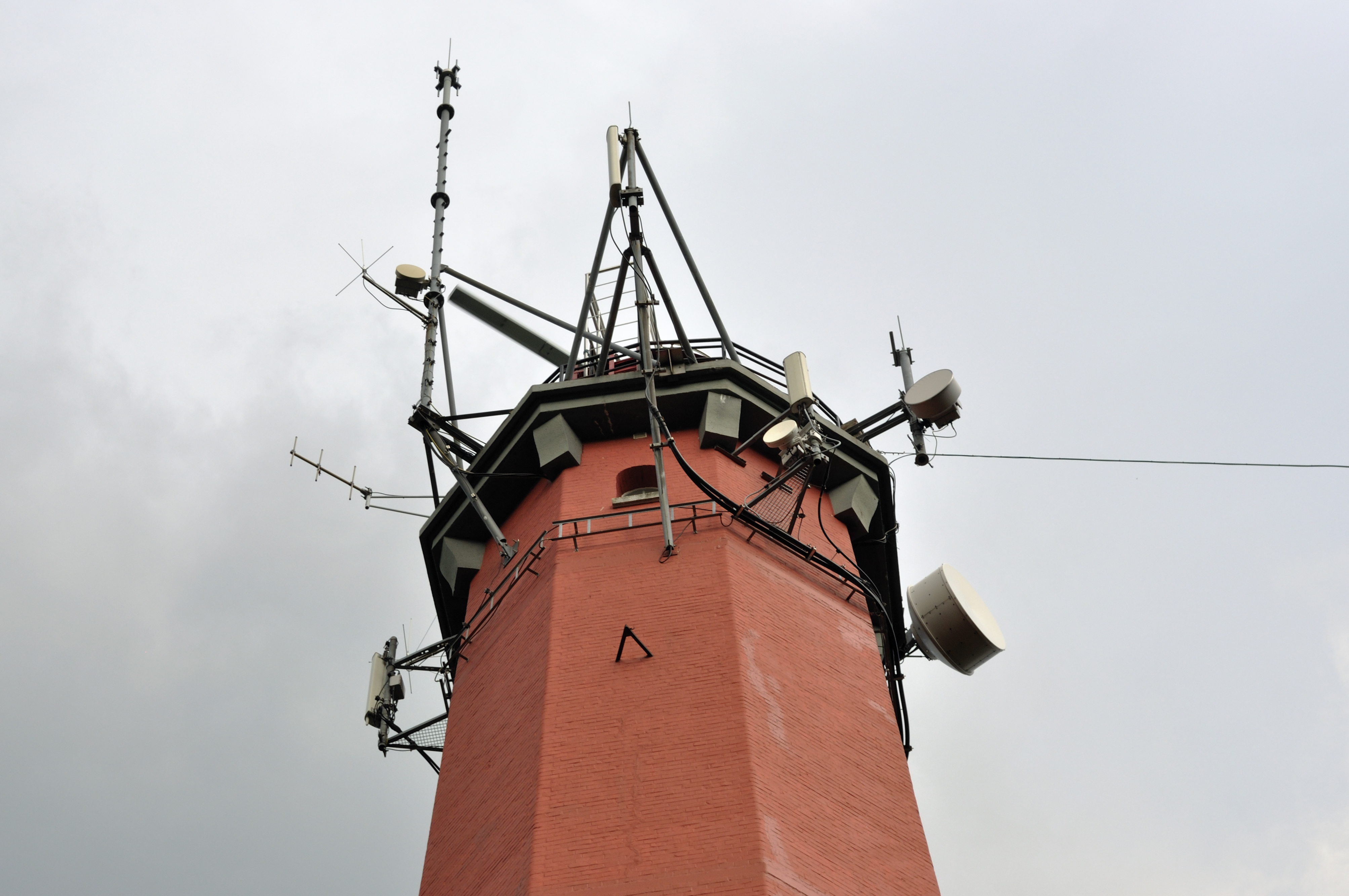
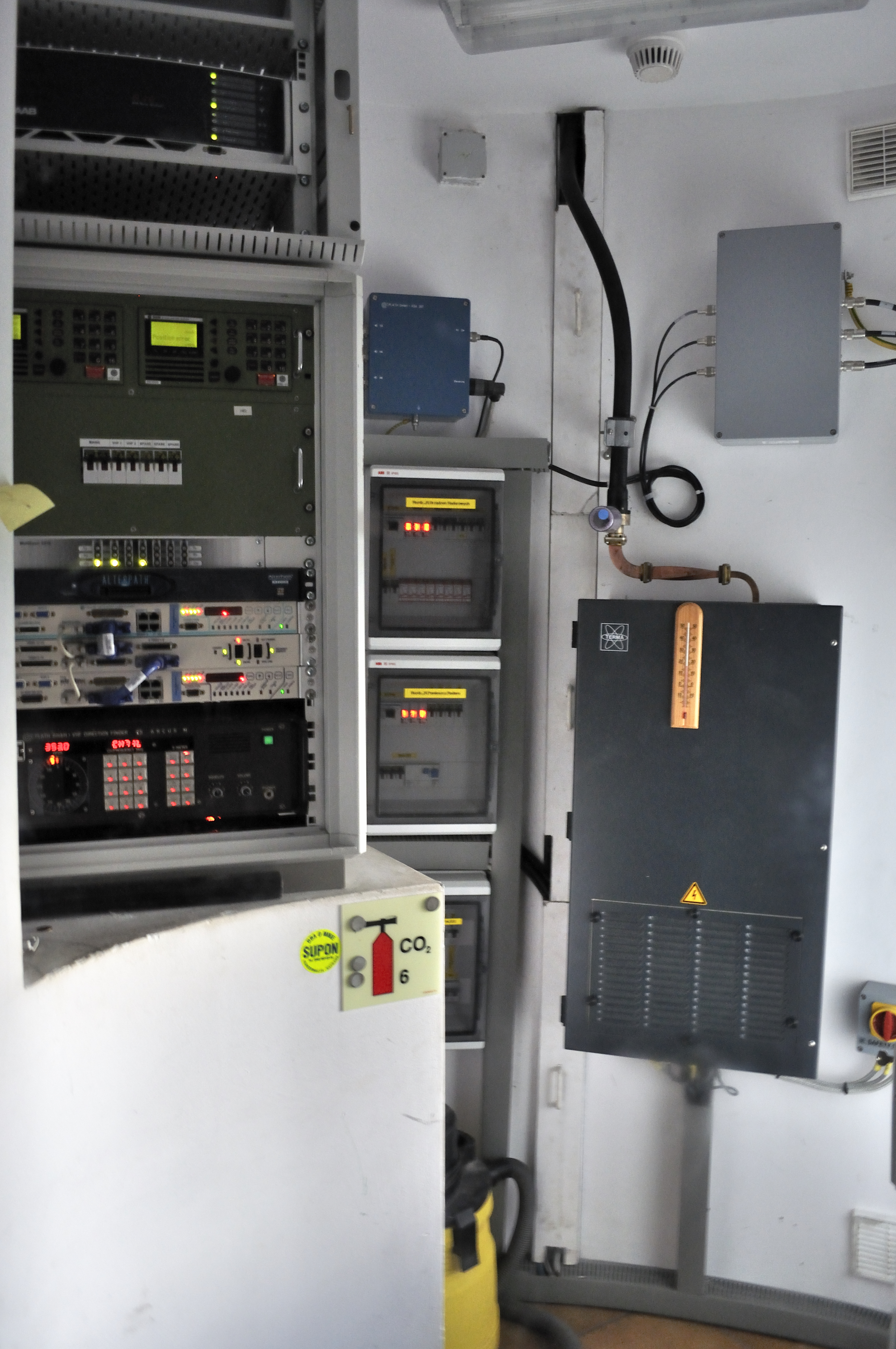
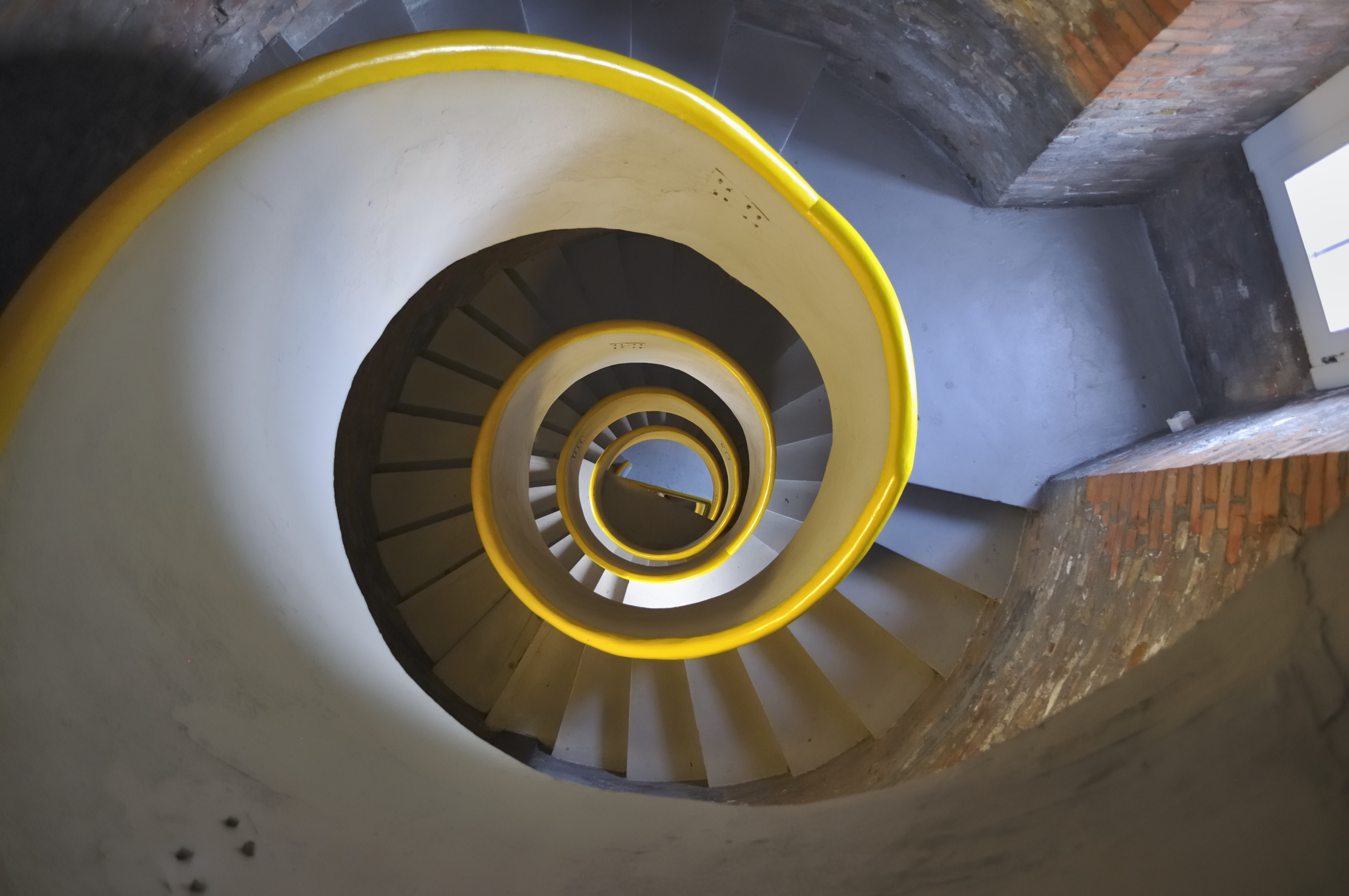
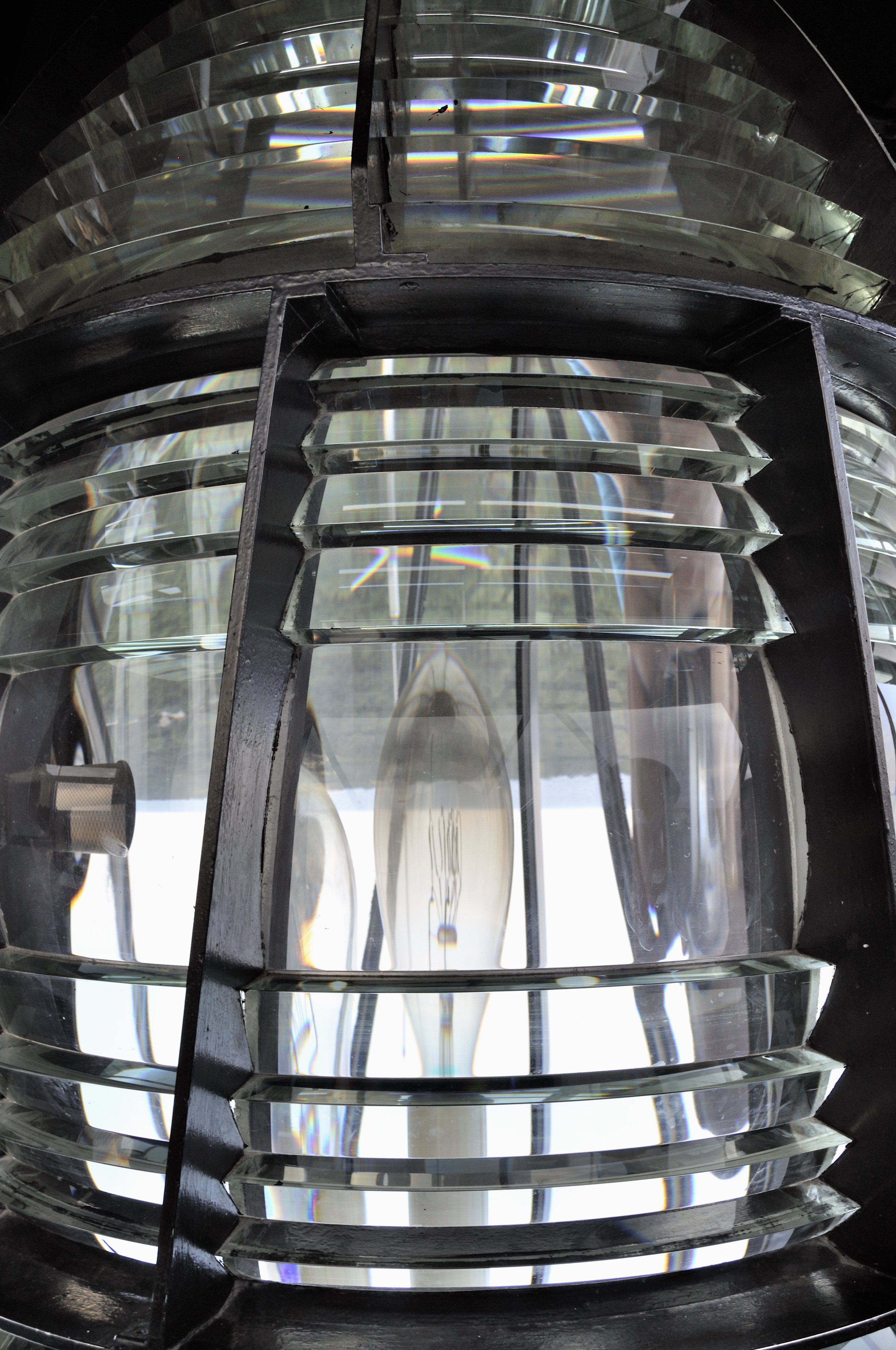
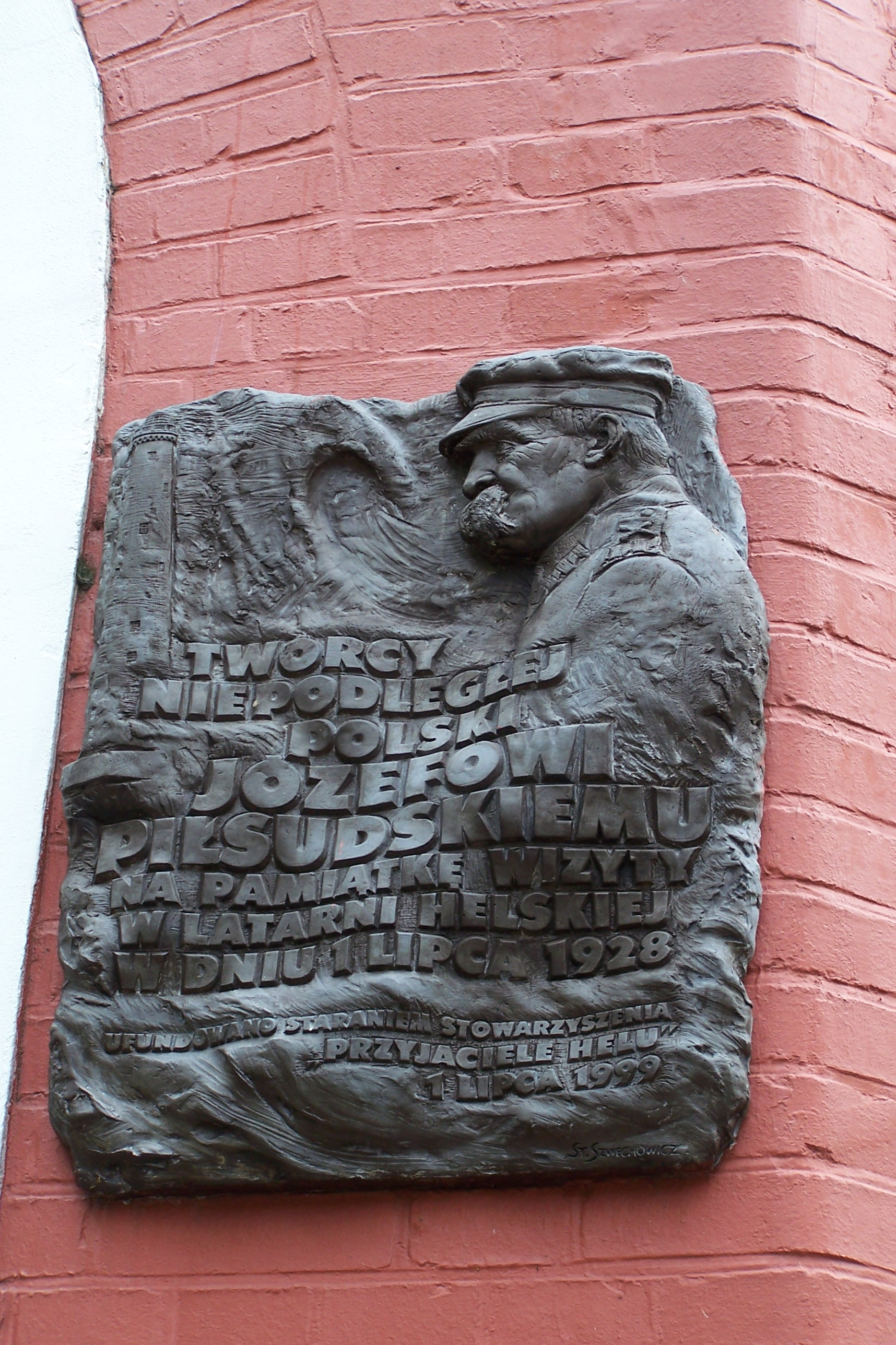
Таблиця встановлена на пам'ять про візит Юзефа Пілсудського.